# LOVEINT
Der Begriff LOVEINT beschreibt die Praxis, dass Mitarbeiter eines Geheimdienstes ihre weitreichenden Überwachungsmöglichkeiten nutzen, um ihre Geliebten oder Ehepartner auszuspionieren. Teilweise wurde auch über das Online-Stalking fremder Personen berichtet.
Die Bezeichnung entstand in Anlehnung an nachrichtendienstliche Begriffe wie SIGINT, COMINT oder HUMINT.

## National Security Agency
Obwohl es bei der NSA im vergangenen Jahrzehnt nur etwa eine Handvoll solcher Fälle gab, wurde dieser Begriff dort geprägt. Im September 2013 ließ die NSA nach einer Anfrage von US-Senator Chuck Grassley verlautbaren, seit 2003 habe es zwölf Fälle gegeben, in denen Lebenspartner von Geheimdienstmitarbeitern durch diese überwacht wurden. Jedoch merkte Edward Snowden an, das es wahrscheinlich eine sehr hohe Dunkelziffer gäbe. Selbst bekannte Fälle würden nicht weiter gemeldet werden, um die Methoden der Geheimdienste nicht öffentlich zu machen. 
Außerdem beschrieb er einen Teamgeist, der das Melden von Missbrauch erschwere. So seien durch Überwachung entstandene, explizite Bilder im Kollegenkreis getauscht und als inoffizielle Währung verwendet worden.